# Australogyra zelli
Australogyra zelli là một loài san hô trong họ Faviidae. Loài này được Veron and Pichon mô tả khoa học năm 1977.